# 2MASS J11544223-3400390
2MASS J11544223-3400390 ist ein Objekt im Sternbild Wasserschlange. Es wurde 2003 von Hervé Bouy et al. entdeckt und gehört der Spektralklasse L0 an.